# HAT-P-13 b
HAT-P-13 b est une exoplanète de l'étoile HAT-P-13 située à ∼ 805 a.l. (∼ 247 pc) dans la constellation de la Grande Ourse. Elle est découverte le 21 juillet 2009 par la méthode des transits avec une taille supérieure à celle de Jupiter, mais pour une masse inférieure.
Elle orbite autour de son étoile en près de trois jours terrestres. Orbitant très près de son étoile, elle est probablement un Jupiter chaud avec une température moyenne importante.
Le système possède une autre exoplanète, HAT-P-13 c, voire une troisième à confirmer, HAT-P-13 d. Celle-ci est finalement rétractée en 2021 .